# Метро линија М3
Линија М3 (званично: Линија север-југ, Метро М3, а незванично: плава линија) је трећа и најдужа линија Будимпештанског метроа. Протеже се у општем правцу север-југ паралелно са Дунавом на страни Пеште, отприлике пратећи улицу Ваци јужно од Ујпешта до центра града, затим пратећи трасу Илешког пута југоисточно до станице Кебања-Кишпет. Његов дневни промет се процењује на 500.000.  Као и линија метроа М1, не опслужује Будим.

## Историја
Прва уредба за трећу линију донета је 1968.  Изградња је почела 1970, а прва деоница отворена је 1976. са шест станица. Проширена је за пет станица на југ 1980. и на север 1981., 1984. и 1990. са евентуално девет додатних станица, достигавши садашњу дужину од 16,5 км са 20 станица, најдужа је метро линија у Будимпешти. На овој линији саобраћају реконструисани вагони 81-717/714, руског произвођача Метровагонмаш, са бројем модела 81-717.2К/714.2К. Операција је почела са Ev3 вагонима, које је направила фабрика Митишчи (касније позната као Метровагонмаш) 1976., а проширена је на возове 81-717.2/714.2, које је направио исти произвођач, 1980.  Возови са шест вагона обезбеђују простор за 1.097 људи.  Било је планирано за дневни превоз од 800.000 људи. 
Линија М3 пролази у правцу север-југ (тачније, од северо-североистока ка југоистоку) кроз град и повезује неколико насељених места са центром града.  Има трансфер станицу са линијом М1 и линијом М2 на станици Деак Ференц, и трансфер станицу за линију М4 на станици Калвин.

### Реконструкција
Градоначелник Будимпеште Габор Демшки је 2006.  упозорен да ће линија ускоро требати реконструкција, али никакви кораци ка томе нису учињени пре него што је нови градоначелник Иштван Тарлош ступио на дужност 2010. Неки возови су били склони паљењу, али то до сада није изазвало ни смртне случајеве ни озбиљне повреде. Тарлош је реаговао тако што је наредио да се повуку сви возови старији од 40 година. Почео је и реконструкцију колосека, јер су пријављене као опасне. Управа градоначелника је 2014. објавила планове за комплетну реконструкцију пруге, а Влада Виктора Орбана дозволила је локалној самоуправи да финансира реконструкцију возова узимањем кредита. Отплату зајмова гарантовала је национална влада у случају да општинска власт није била у могућности да плати. Општинска власт је затражила средства ЕУ за финансирање реконструкције подземне инфраструктуре (тунела и станица), а Влада Републике је гарантовала да ће обезбедити додатна средства у случају недовољних средстава ЕУ.
У јануару 2016. први воз за реконструкцију је предат руском Метровагонмашу (првобитни произвођач).  Тарлош је више волео да купује нове возове, али га је Орбанова влада одбацила.  Прототип реконструисаних возова ушао је у промет 20. марта 2017.  Од тада је планирано да се број реконструисаних возова на прузи повећава за 2 воза сваког месеца, а од 3. априла 2018. на овој траси саобраћају само реконструисани возови.

#### Критика
Групе грађана изразиле су забринутост због недостатка приступачности и климатизације.  Као одговор, Тарлош је обећао да ће модуларне јединице наизменичне струје бити инсталиране у возовима и влада се сложила да свих 20 станица учини доступним.   

### Временска линија
| Сегмент                         | Датум отварања     | Дужина  |
| ------------------------------- | ------------------ | ------- |
| Deák Ferenc tér – Nagyvárad tér | 31. децембар 1976. | 4.1 км  |
| Nagyvárad tér – Kőbánya–Kispest | 29. март 1980.     | 4.9 км  |
| Deák Ferenc tér – Lehel tér     | 30. децембар 1981. | 2.4 км  |
| Lehel tér – Árpád híd           | 5. новембар 1984.  | 1.7 км  |
| Árpád híd – Újpest–Központ      | 14. децембар 1990. | 3.4 км  |
| Укупно                          | 20 Статионс        | 16.5 км |

### Реконструкције
| Станице                               | Затварање станице          | Отварање станице  |
| ------------------------------------- | -------------------------- | ----------------- |
| Dózsa György út – Újpest-Központ      | 4. новембар 2017.          | 30. март 2019.    |
| Népliget – Kőbánya-Kispest            | 6. април 2019.             | 22. октобар 2020. |
| Semmelweis Klinikák – Kálvin tér      | 11. јул, 7. новембар 2020. | 16. мај 2022.     |
| Ferenciek tere – Deák Ferenc tér      | 7. март, 7. новембар 2020. | 23. јануар 2023.  |
| Arany János utca – Nyugati pályaudvar | 7. март, 7. новембар 2020. | 20. март 2023.    |
| Nagyvárad tér, Lehel tér              | 14. мај 2022.              | 22. мај 2023.     |

### Возни парк
| Временски период | Име                            |
| ---------------- | ------------------------------ |
| 1976 – 2018      | Метровагонмаш Ev3              |
| 1980 – 2018      | Метровагонмаш 81-717.2/714.2   |
| 2017 – данас     | Метровагонмаш 81-717.2к/714.2к |

## Галерија станица Линије М3 пре реконструкције
- Újpest-Központ
- Újpest-Városkapu
- Gyöngyösi utca
- Forgách utca
- Árpád híd
- Dózsa György út
- Lehel tér
- Nyugati pályaudvar
- Arany János utca
- Deák Ferenc tér
- Ferenciek tere
- Kálvin tér
- Corvin-negyed
- Klinikák
- Nagyvárad tér
- Népliget
- Ecseri út
- Pöttyös utca
- Határ út
- Kőbánya-Kispest

## Галерија станица након реконструкције
- Újpest-központ
- Újpest-városkapu
- Gyöngyösi utca
- Forgách utca
- Göncz Árpád városközpont
- Dózsa György út
- Lehel tér
- Nyugati pályaudvar
- Arany János utca
- Deák Ferenc tér
- Ferenciek tere
- Kálvin tér
- Corvin-negyed
- Semmelweis Klinikák
- Nagyvárad tér
- Népliget
- Ecseri út
- Pöttyös utca
- Határ út
- Kőbánya-Kispest